# Glanford
Glanford var ett distrikt i Humberside i England. Distriktet hade 72 600 invånare år 1992. Distriktet upprättades den 1 april 1974 genom att stadsdistrikten Barton-upon-Humber och Brigg slogs ihop med landsdistriktet Glanford Brigg. Det avskaffades 1 april 1996 och blev en del av North Lincolnshire.